# John Giffard, 2. Baron Giffard

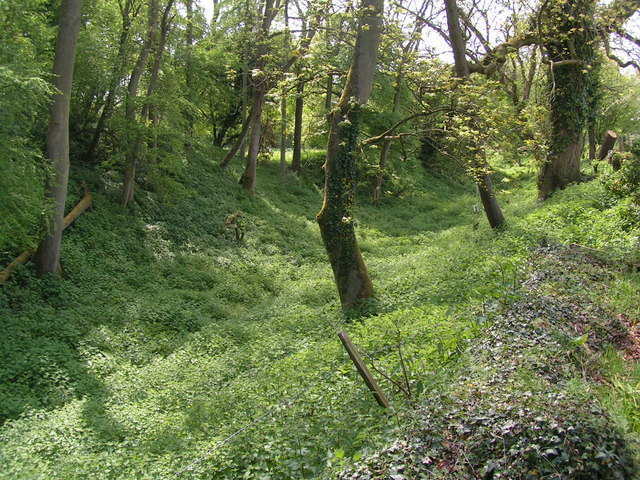
Nur noch wenige Geländereste zeugen von der 1322 zerstörten Burg Brimpsfield, dem Hauptsitz der Barone von Giffard

John Giffard, 2. Baron Giffard (* 24. Juni 1287; † 6. Mai 1322) war ein englischer Adliger und Rebell.

## Jugend und militärische Karriere
John Giffard war der einzige Sohn von John Giffard, 1. Baron Giffard und dessen dritter Ehefrau Margaret. Beim Tod seines Vaters 1299 wurde er zum Erben von Brimpsfield sowie der umfangreichen Besitzungen, die sein Vater erworben hatte, darunter Rockhampton in Gloucestershire, Carreg Cennen Castle in Südwestwales, Clifford Castle in Herefordshire sowie weitere Güter in Wiltshire. Da er noch minderjährig war, wurden seine Besitzungen unter Vormundschaftsverwaltung gestellt, bis er am 8. Mai 1308 dem neuen König Eduard II. Hommage leistete. 1309 wurde er Verwalter von Dryslwyn Castle in Südwestwales, das er jedoch bereits wieder 1312 an Thomas le Blund übergeben musste. Vom 8. Oktober 1311 bis zum 15. Mai 1321 gehörte er als Baron Giffard dem englischen Parlament an. Am 24. Juni 1314 wurde er in der Schlacht von Bannockburn von den Schotten gefangen genommen. Nach seiner Auslösung beteiligte er sich ab Februar 1316 an der Niederschlagung der Revolte von Llywelyn Bren im walisischen Glamorgan. Am 20. April wurde er zum Verwalter von Glamorgan bestellt, dessen letzter Lord in der Schlacht von Bannockburn gefallen war. Giffard agierte weniger rachsüchtig als Pain de Turberville, der vor ihm als Verwalter eingesetzt war. Er begnadigte zahlreiche Rebellen, ehe er am 22. Mai 1317 die Verwaltung von Glamorgan wieder abgeben musste, das schließlich an Hugh le Despenser, einem Neffen seiner Ehefrau, fiel. 1316 war er zum Knight Banneret geschlagen worden und gehörte bis 1318 zu den Rittern des königlichen Haushalts.

## Rebellion der Barone gegen Despenser
Gegen den zunehmenden Einfluss Despensers auf den König regte sich unter den Baronen Widerstand. Giffard zögerte lange, sich den oppositionellen Baronen anzuschließen, doch lehnte er ebenfalls ein Angebot Despensers über eine feste Allianz ab. Als die oppositionellen Barone im Frühjahr 1321 eine offene Rebellion, den sogenannten Despenser War, begannen, um Despenser zu stürzen, schloss sich Giffard ihnen schließlich an. Im Mai und Juni plünderte er zusammen mit anderen Baronen die Besitzungen Despensers in Südwales. Für diese Plünderungen wurde er nach der Verbannung Despensers am 20. August 1321 vom Parlament begnadigt. Ab Oktober 1321 ging Eduard II. jedoch militärisch gegen die aufrührerischen Barone vor. Nachdem er zunächst die Rebellion in Südostengland niedergeschlagen hatte, wandte sich der König im Dezember gegen die Marcher Lords. Am 7. Dezember befahl er die Verhaftung Giffards und am 26. Dezember befahl der die Zerstörung von Giffards Stammsitz Brimpsfield Castle, das Anfang 1322 zerstört wurde. Am 4. Januar 1322 beschlagnahmte er Giffards Güter. Giffard besetzte daraufhin Gloucester und versperrte dem König den Übergang über den Severn. Der König zog flussaufwärts nach Worcester und weiter nach Bridgnorth, doch Giffard kam ihm zuvor, zerstörte die Brücke von Bridgnorth und verwüstete die Stadt. Dabei wurde er von Roger Mortimer of Chirk und seinem Neffen Roger Mortimer of Wigmore unterstützt. Dem König gelang schließlich in Shrewsbury der Übergang über den Severn, wo sich ihm die Mortimers ergaben. Der König zog sich dann nach Gloucester zurück, wo er die Verbannung Despensers aufhob. Giffard schloss sich dem Earl of Lancaster, einem der Führer der Rebellion, an und beteiligte sich zunächst an der Belagerung der königlichen Burg Tickhill in Yorkshire. Am 16. März 1322 wurden die aufständischen Barone in der Schlacht bei Boroughbridge von einem königlichen Heer geschlagen. Der flüchtige Giffard wurde am nächsten Tag gefangen genommen. Ein königliches Gericht verhandelte seinen Verrat erst in London, ab dem 28. April in Gloucester. Er wurde als Hochverräter verurteilt und außerhalb von Gloucester gehängt und gevierteilt.

## Familie und Erben
Giffard hatte vor dem 6. November 1311 Aveline, eine Tochter von Hugh de Courtenay († 1292), Lord of Okehampton und dessen Frau Eleanor, eine Tochter von Hugh le Despenser, 1. Baron le Despenser, geheiratet. Die Ehe blieb kinderlos. Seine Witwe durfte das Gut King's Stanley in Gloucestershire auf Lebenszeit behalten, während Brimpsfield und der Großteil der englischen Güter an den älteren Despenser, den Bruder seiner Frau fiel. Die walisischen Güter fielen an dessen Sohn, den jüngeren Despenser. Nach dem Sturz von Eduard II. und der Despensers Ende 1326 sprach das Parlament Giffards Witwe die eingezogenen Besitzungen ihres Mannes wieder zu, doch sie starb bereits am 27. April 1327. Nach ihrem Tod beanspruchten mehrere potentielle Erben die Güter Giffards. Nachdem zuerst John de Caylewe die Güter erben sollte, sprach König Eduard III. 1329 das Erbe John Maltravers zu, der als einer der Mörder von Eduard II. gilt. Caylewe klagte gegen diese Entscheidung. 1330 wurde Caylewe schließlich die Güter von John Giffard zugesprochen, während Maltravers als Erbe der Güter von Margaret de Neville, der Mutter von John Giffard und Witwe von John Giffard, dem 1. Baron eingesetzt wurde, die schließlich im Dezember 1338 starb.